# Cell computing
cell computing（セルコンピューティング）は過去に行われていた分散コンピューティングの1つ。NTTデータが提供していたサービスで、2005年2月16日にcell computing βirth（セルコンピューティング バース）プロジェクトが開始された。しかし、収益の見通しが立たなかったため2008年3月31日に終了した。
一般から参加者を募り、BOINCを基盤とした分散コンピューティング技術を用いて、参加者の持つパソコンの遊休計算能力を利用する。当初は参加者に貢献の対価としてポイントを付与し、商品等へ交換できるようにする計画があったが、実現はしなかった。また、プロジェクトによってはそのPCの利用者に対する広告メディアとしての意味合いもあった。

## 提供されていたプロジェクト
《ゲノムのパズルを解こう！》ヒトゲノム染色体間法則性解明プロジェクト CHRONOS（クロノス）
ヒトゲノムの解析が終わったため、次の段階として、その順番を長さ順に並び替えるとどんな法則性があるのか、その法則性に則ると、どんな遺伝子疾患が発現するのか、などについて調査するプロジェクト。
《みんなで関ヶ原の合戦を再現しよう！》関ヶ原の合戦映像製作プロジェクト sekigahara（セキガハラ）
高精細度CG映像の研究の一環として、群集シミュレーションツールや、分散コンピューティングを利用するレンダリングソフトの開発を目的とするプロジェクト。
HD-Animation（エイチ・ディ アニメーション）
30秒間のフルハイビジョン映像を製作する実証実験を行い、その製作された映像の一般公開を目指すプロジェクト。
《その花粉の経路を追跡せよ！》花粉飛散経路探索プロジェクト SPRING（スプリング）
関東圏に飛来するスギ花粉が、どの花粉発生源からきたのか、という飛散経路を探索するプロジェクト。
《タンパク質の秘密を探ろう！》タンパク質分子表面類似性網羅的探索プロジェクト PROSURFER （プロサーファー）
既存医薬品の作用・副作用のメカニズム解明と、有効で安全な新薬の効率的開発の研究の一環として行われたプロジェクト。
《みんなでCGアニメを創ろう！》みんなでCGアニメを創ろう！プロジェクト elecle（エレクル）@cellcomputing
ハイビジョンCGアニメーション作品『エレクルnico』の制作に協力するプロジェクト。アニメ制作会社は白組・ビルドインで、原作・キャクラターデザイン・監督を河村友宏が務める。
《ゲノムスーパーパワーを見つけよう！》自然免疫遺伝子領域法則性解明プロジェクト BOLERO+（ボレロプラス）
ヒト、マウス、植物、ハエ、メダカのDNAおよびDefensin領域を調査し、抗菌性ペプチドの進化の謎を解明することを目的として行われたプロジェクト。
| プロジェクト         | 期間                                            | 総処理ユニット数 | 総CPU時間               |
| -------------------- | ----------------------------------------------- | ---------------- | ----------------------- |
| BOLERO+              | 2005年2月16日 - 7月4日                          | 46,062           | 106年316日5時間9分1秒   |
| elecle@cellcomputing | 2005年3月1日 - 4月22日                          | 15,479           | 2年304日8時間6分13秒    |
| PROSURFER            | 2005年4月1日 - 4月4日 2005年4月14日 - 5月24日   | 15,004           | 2年69日4時間23分0秒     |
| Spring               | 2006年2月21日 - 8月23日 2007年3月22日 - 7月17日 | 656,449          | 27年144日20時間42分31秒 |

## 参加方法
1. メンバ登録後、コアクライアントと呼ばれるソフトをダウンロード、インストールする。
2. URLとアカウントキー（メンバ登録時にサイト上で発行される）を入力する。